# TMI NEWS
《TMI NEWS》는 Mnet의 예능 프로그램이다.

## 개요
- Mnet의 수요일 밤을 책임질 아이돌 정보 과부하 차트쇼 TMI NEWS

## 방송 시간
| 방송 채널 | 방송 기간                         | 방송 시간                | 비고 |
| --------- | --------------------------------- | ------------------------ | ---- |
| Mnet      | 2019년 4월 25일 ~ 2020년 8월 26일 | 수요일 밤 8시 ~ 9시 40분 |      |
| Mnet      | 2021년 3월 10일 ~ 2021년 9월 29일 | 수요일 밤 8시 ~ 9시 40분 |      |

## 출연자

### 시즌1, 시즌2 출연자
- 전현무
- 장도연

### 이전 출연자
- 수빈 (우주소녀)

### 파일럿 출연자
- 전현무
- 박준형 (god)
- 딘딘
- 윤보미 (에이핑크)

## 시즌1 게스트
- 1회: 아이즈원, 김연자
- 2회: 몬스타엑스, 김동현
- 3회: 모모랜드, 이민웅
- 4회: 에이핑크, 정일훈
- 5회: AB6IX
- 6회: EXID, 배윤정
- 7회: 김재환
- 8회: 오마이걸 (승희, 아린)
- 9회: 김정모
- 10회: 펜타곤 (홍석, 키노)
- 11회: 오하영 (에이핑크), 최병찬 (빅톤)
- 12회: 위키미키 (최유정, 김도연)
- 13회: 김요한 (위아이), 한승우 (빅톤), 손동표 (미래소년), 남도현 (BAE173)
- 14회: 권은빈 (CLC), 엘키, 권현빈
- 15회: 노라조
- 16회: 에이티즈 (김홍중, 정우영)
- 17회: 스트레이 키즈 (리노, 현진)
- 18회: 뉴이스트 (JR, Aron)
- 19회: 엔플라잉 (차훈, 김재현)
- 20회: 주헌 (몬스타엑스), 원호
- 21회: 빅톤 (최병찬, 정수빈)
- 22회: DAY6 (영케이, 도운)
- 23회: 혜정 (AOA), 지민
- 24회: CIX (BX, 배진영)
- 25회: 베리베리 (강민, 연호)
- 26회: Y (골든차일드), 김채원 (에이프릴), 켄 (빅스), 승희 (오마이걸), 솔빈 (라붐), 최종호 (에이티즈), 제이어스 (온앤오프), 소정 (레이디스 코드), 소희 (네이처), 김동한 (위아이)
- 27회: 엔플라잉 (유회승, 서동성)
- 28회: 골든차일드 (이장준, 홍주찬, 최보민)
- 29회: 소정 (레이디스 코드), 미미 (오마이걸), 김상균 (JBJ95), 김동한 (위아이)
- 30회: 더보이즈 (현재, 주학년)
- 31회: TO1 (제이유, 웅기)
- 32회: 위키미키
- 33회: 이달의 소녀 (츄, 현진)
- 34회: 옹성우
- 35회: 박초롱 (에이핑크), 창조 (틴탑)
- 36회: 천명훈 (NRG), 나르샤 (브라운 아이드 걸스)
- 37회: 한혜연
- 38회: 서지음, 정세운
- 39회: 박종복, 이미주 (러블리즈)
- 40회: 에이프릴 (이나은, 이진솔)
- 41회: 켄 (빅스), 영재
- 42회: 투모로우바이투게더
- 43회: 비오브유
- 44회: 서은광 (비투비), 후이 (펜타곤)
- 45회: 나태주 (K타이거즈 제로), 김수찬
- 46회: 김형준, MJ (아스트로)
- 47회: 한현민, 권현빈
- 48회: CRAVITY (정모, 형준)
- 49회: 전진 (신화), 권현빈
- 50회: 온앤오프 (효진, 와이엇)
- 51회: 위클리 (이수진, 지한)
- 52회: 이장준 (골든차일드), 권현빈
- 53회: (여자)아이들 (미연, 민니, 우기)
- 54회: 이진혁 (업텐션)
- 55회: 송가인
- 56회: 한승우 (빅톤), 강재준

## 시즌2 게스트
- 57회: 조권 (2AM), 산다라박
- 58회: 바비 (iKON), 주우재
- 59회: 브레이브걸스
- 60회: 전진 (신화), 하성운
- 61회: 나태주 (K타이거즈 제로), 김수찬
- 62회: 에이티즈 (산, 홍중)
- 63회: 아스트로 (문빈, 윤산하)
- 64회: 최예나, 김민주
- 65회: 예성 (슈퍼주니어), 써니 (소녀시대)
- 66회: 오마이걸 (효정, 지호, 비니)
- 67회: 양지은, 홍지윤
- 68회: 강승윤 (위너)
- 69회: 투모로우바이투게더 (태현, 휴닝카이), ENHYPEN (희승, 제이)
- 70회: 이정신 (씨엔블루), 김재현 (엔플라잉)
- 71회: 이미주 (러블리즈), 조희선
- 72회: 홍윤화, 김민기
- 73회: 신사동 호랭이, 트라이비 (송선, 미레)
- 74회: NCT DREAM (마크, 지성)
- 75회: SF9 (인성, 재윤, 찬희)
- 76회: 신인선, 박군
- 77회: 이달의 소녀 (이브, 츄)
- 78회: 신지 (코요태), 전소연 ((여자)아이들)
- 79회: 더보이즈 (현재, 주연, 선우)
- 80회: 배윤정, 아이키, 최유정 (위키미키)
- 81회: 박지훈, CIX (승훈, 배진영)
- 82회: 비투비 (서은광, 프니엘)
- 83회: 위클리 (이수진, 먼데이)
- 84회: 그리, 이채연
- 85회: 가비, 모니카
- 86회: 권은비, Fromis 9 (장규리, 이채영)

## 같이 보기
- tvN
- Mnet